# Adele Live 2016
Tournées par Adele
Adele Live 
 (2011)
Adele Live 2016 est la troisième tournée de la chanteuse britannique Adele, faisant la promotion de son troisième album studio, 25.
Elle débuté le 29 février 2016 à Belfast, Royaume-Uni, traversera l'Europe, Amérique du Nord et le Océanie avant de se terminer le 2 juillet 2017 à Londres, Royaume-Uni. La tournée est planifiée pour un total de 122 dates. La chanteuse annonce le 30 juin 2017 sur son site officiel qu'elle ne pourra assurer les 2 dernières représentations au stade de Wembley à la suite d'une recommandation de son médecin. 

## Contexte
Le 26 novembre 2015, Adele a annoncé les principales dates européennes. Après l'ouverture des ventes le 4 décembre, certaines salles se sont retrouvés complètes, menant à ajouter d'autres dates dans certains pays.
10 millions de personnes essayent d'acheter un ticket de concert pour la tournée aux États-Unis, avec un goulot d'étranglement pour les dates au Madison Square Garden où 4 millions rivalisent pour acheter une place,,.
Les tickets se sont vendus presque instantanément, les organisateurs du concert de Glasgow annonçant que le show du SSE Hydro, accueillant 13 000 spectateurs, s'étaient vendus en deux minutes.

## Setlist
La setlist représente celle de la première date de la tournée. Elle n'est pas représentative de toute la tournée.
1. Hello
2. Hometown Glory
3. One And Only
4. Rumour Has It
5. Water Under The Bridge
6. I Miss You
7. Skyfall
8. Million Years Ago
9. Don't You Remember
10. Send My Love (To Your New Lover)
11. Make You Feel My Love
12. Sweetest Devotion
13. Chasing Pavements
14. Someone Like You
15. Set Fire To The Rain

Encore
1. All I Ask
2. When We Were Young
3. Rolling In The Deep

## Dates et lieux des concerts
| Date              | Ville        | Pays             | Lieu                       | Affluence                    | Revenu       |
| ----------------- | ------------ | ---------------- | -------------------------- | ---------------------------- | ------------ |
| Europe            |              |                  |                            |                              |              |
| 29 février 2016   | Belfast      | Royaume-Uni      | SSE Arena                  | 21,593 / 21,593              | 2 326 160 $  |
| 1er mars 2016     | Belfast      | Royaume-Uni      | SSE Arena                  | 21,593 / 21,593              | 2 326 160 $  |
| 4 mars 2016       | Dublin       | Irlande          | 3Arena                     | 25,290 / 25,290              | 2 617 060 $  |
| 5 mars 2016       | Dublin       | Irlande          | 3Arena                     | 25,290 / 25,290              | 2 617 060 $  |
| 7 mars 2016       | Manchester   | Royaume-Uni      | Manchester Arena           | 63,209 / 63,209              | 7 243 160 $  |
| 8 mars 2016       | Manchester   | Royaume-Uni      | Manchester Arena           | 63,209 / 63,209              | 7 243 160 $  |
| 10 mars 2016      | Manchester   | Royaume-Uni      | Manchester Arena           | 63,209 / 63,209              | 7 243 160 $  |
| 11 mars 2016      | Manchester   | Royaume-Uni      | Manchester Arena           | 63,209 / 63,209              | 7 243 160 $  |
| 15 mars 2016      | Londres      | Royaume-Uni      | O2 Arena                   | 126,043 / 126,043            | 14 759 300 $ |
| 16 mars 2016      | Londres      | Royaume-Uni      | O2 Arena                   | 126,043 / 126,043            | 14 759 300 $ |
| 18 mars 2016      | Londres      | Royaume-Uni      | O2 Arena                   | 126,043 / 126,043            | 14 759 300 $ |
| 19 mars 2016      | Londres      | Royaume-Uni      | O2 Arena                   | 126,043 / 126,043            | 14 759 300 $ |
| 21 mars 2016      | Londres      | Royaume-Uni      | O2 Arena                   | 126,043 / 126,043            | 14 759 300 $ |
| 22 mars 2016      | Londres      | Royaume-Uni      | O2 Arena                   | 126,043 / 126,043            | 14 759 300 $ |
| 25 mars 2016      | Glasgow      | Royaume-Uni      | The SSE Hydro              | 22,292 / 22,292              | 2 410 390 $  |
| 26 mars 2016      | Glasgow      | Royaume-Uni      | The SSE Hydro              | 22,292 / 22,292              | 2 410 390 $  |
| 29 mars 2016      | Birmingham   | Royaume-Uni      | LG Arena                   | 52,562 / 52,562              | 6 426 580 $  |
| 30 mars 2016      | Birmingham   | Royaume-Uni      | LG Arena                   | 52,562 / 52,562              | 6 426 580 $  |
| 1er avril 2016    | Birmingham   | Royaume-Uni      | LG Arena                   | 52,562 / 52,562              | 6 426 580 $  |
| 2 avril 2016      | Birmingham   | Royaume-Uni      | LG Arena                   | 52,562 / 52,562              | 6 426 580 $  |
| 4 avril 2016      | Londres      | Royaume-Uni      | O2 Arena                   | –                            | –            |
| 5 avril 2016      | Londres      | Royaume-Uni      | O2 Arena                   | –                            | –            |
| 29 avril 2016     | Stockholm    | Suède            | Tele2 Arena                | 30,772 / 30,772              | 2 406 130 $  |
| 1er mai 2016      | Bærum        | Norvège          | Telenor Arena              | 21,005 / 21,005              | 1 785 430 $  |
| 3 mai 2016        | Copenhague   | Danemark         | Forum Copenhagen           | 9,907 / 9,907                | 1 146 490 $  |
| 4 mai 2016        | Herning      | Danemark         | Jyske Bank Boxen           | 12,123 / 12,123              | 1 430 260 $  |
| 7 mai 2016        | Berlin       | Allemagne        | Mercedes-Benz Arena        | 23,798 / 23,798              | 2 319 340 $  |
| 8 mai 2016        | Berlin       | Allemagne        | Mercedes-Benz Arena        | 23,798 / 23,798              | 2 319 340 $  |
| 10 mai 2016       | Hambourg     | Allemagne        | Barclaycard Arena          | 23,267 / 23,267              | 2 343 370 $  |
| 11 mai 2016       | Hambourg     | Allemagne        | Barclaycard Arena          | 23,267 / 23,267              | 2 343 370 $  |
| 14 mai 2016       | Cologne      | Allemagne        | Lanxess Arena              | 29,119 / 29,119              | 2 734 650 $  |
| 15 mai 2016       | Cologne      | Allemagne        | Lanxess Arena              | 29,119 / 29,119              | 2 734 650 $  |
| 17 mai 2016       | Zurich       | Suisse           | Hallenstadion              | 26,480 / 26,480              | 2 730 090 $  |
| 18 mai 2016       | Zurich       | Suisse           | Hallenstadion              | 26,480 / 26,480              | 2 730 090 $  |
| 21 mai 2016       | Lisbonne     | Portugal         | MEO Arena                  | 36,081 / 36,081              | 2 692 990 $  |
| 22 mai 2016       | Lisbonne     | Portugal         | MEO Arena                  | 36,081 / 36,081              | 2 692 990 $  |
| 24 mai 2016       | Barcelone    | Espagne          | Palau Sant Jordi           | 31,075 / 31,075              | 2 858 760 $  |
| 25 mai 2016       | Barcelone    | Espagne          | Palau Sant Jordi           | 31,075 / 31,075              | 2 858 760 $  |
| 28 mai 2016       | Vérone       | Italie           | Arena di Verona            | 25,512 / 25,512              | 2 008 990 $  |
| 29 mai 2016       | Vérone       | Italie           | Arena di Verona            | 25,512 / 25,512              | 2 008 990 $  |
| 1er juin 2016     | Amsterdam    | Pays-Bas         | Ziggo Dome                 | 51,777 / 51,777              | 4 810 120 $  |
| 2 juin 2016       | Amsterdam    | Pays-Bas         | Ziggo Dome                 | 51,777 / 51,777              | 4 810 120 $  |
| 4 juin 2016       | Amsterdam    | Pays-Bas         | Ziggo Dome                 | 51,777 / 51,777              | 4 810 120 $  |
| 5 juin 2016       | Amsterdam    | Pays-Bas         | Ziggo Dome                 | 51,777 / 51,777              | 4 810 120 $  |
| 9 juin 2016       | Paris        | France           | AccorHotels Arena          | 26,113 / 26,113              | 2 798 970 $  |
| 10 juin 2016      | Paris        | France           | AccorHotels Arena          | 26,113 / 26,113              | 2 798 970 $  |
| 12 juin 2016      | Anvers       | Belgique         | Sportpaleis                | 52,130 / 52,130              | 5 713 100 $  |
| 13 juin 2016      | Anvers       | Belgique         | Sportpaleis                | 52,130 / 52,130              | 5 713 100 $  |
| 15 juin 2016      | Anvers       | Belgique         | Sportpaleis                | 52,130 / 52,130              | 5 713 100 $  |
| Amérique du Nord  |              |                  |                            |                              |              |
| 5 juillet 2016    | Saint Paul   | États-Unis       | Xcel Energy Center         | 30,685 / 30,685              | 3 376 247 $  |
| 6 juillet 2016    | Saint Paul   | États-Unis       | Xcel Energy Center         | 30,685 / 30,685              | 3 376 247 $  |
| 10 juillet 2016   | Chicago      | États-Unis       | United Center              | 46,635 / 46,635              | 5 074 208 $  |
| 11 juillet 2016   | Chicago      | États-Unis       | United Center              | 46,635 / 46,635              | 5 074 208 $  |
| 13 juillet 2016   | Chicago      | États-Unis       | United Center              | 46,635 / 46,635              | 5 074 208 $  |
| 16 juillet 2016   | Denver       | États-Unis       | Pepsi Center               | 27,313 / 27,313              | 2 999 334 $  |
| 17 juillet 2016   | Denver       | États-Unis       | Pepsi Center               | 27,313 / 27,313              | 2 999 334 $  |
| 20 juillet 2016   | Vancouver    | Canada           | Rogers Arena               | 28,959 / 28,959              | 3 238 209 $  |
| 21 juillet 2016   | Vancouver    | Canada           | Rogers Arena               | 28,959 / 28,959              | 3 238 209 $  |
| 25 juillet 2016   | Seattle      | États-Unis       | KeyArena                   | 25,003 / 25,003              | 2 890 817 $  |
| 26 juillet 2016   | Seattle      | États-Unis       | KeyArena                   | 25,003 / 25,003              | 2 890 817 $  |
| 30 juillet 2016   | San José     | États-Unis       | SAP Center                 | 28,002 / 28,002              | 3 224 583 $  |
| 31 juillet 2016   | San José     | États-Unis       | SAP Center                 | 28,002 / 28,002              | 3 224 583 $  |
| 2 aout 2016       | Oakland      | États-Unis       | Oracle Arena               | 14,577 / 14,577              | 1 722 672 $  |
| 5 aout 2016       | Los Angeles  | États-Unis       | Staples Center             | 118,149 / 118,149            | 13 821 741 $ |
| 6 aout 2016       | Los Angeles  | États-Unis       | Staples Center             | 118,149 / 118,149            | 13 821 741 $ |
| 9 aout 2016       | Los Angeles  | États-Unis       | Staples Center             | 118,149 / 118,149            | 13 821 741 $ |
| 10 aout 2016      | Los Angeles  | États-Unis       | Staples Center             | 118,149 / 118,149            | 13 821 741 $ |
| 12 aout 2016      | Los Angeles  | États-Unis       | Staples Center             | 118,149 / 118,149            | 13 821 741 $ |
| 13 aout 2016      | Los Angeles  | États-Unis       | Staples Center             | 118,149 / 118,149            | 13 821 741 $ |
| 16 aout 2016      | Phoenix      | États-Unis       | Talking Stick Resort Arena | 14,166 / 14,166              | 1 573 459 $  |
| 20 aout 2016      | Los Angeles  | États-Unis       | Staples Center             | –                            | –            |
| 21 aout 2016      | Los Angeles  | États-Unis       | Staples Center             | –                            | –            |
| 6 septembre 2016  | Detroit      | États-Unis       | The Palace of Auburn Hills | 28,812 / 28,812              | 3 007 199 $  |
| 7 septembre 2016  | Detroit      | États-Unis       | The Palace of Auburn Hills | 28,812 / 28,812              | 3 007 199 $  |
| 9 septembre 2016  | Philadelphie | États-Unis       | Wells Fargo Center         | 31,251 / 31,251              | 3 698 133 $  |
| 10 septembre 2016 | Philadelphie | États-Unis       | Wells Fargo Center         | 31,251 / 31,251              | 3 698 133 $  |
| 14 septembre 2016 | Boston       | États-Unis       | TD Garden                  | 27,183 / 27,183              | 3 022 975 $  |
| 15 septembre 2016 | Boston       | États-Unis       | TD Garden                  | 27,183 / 27,183              | 3 022 975 $  |
| 19 septembre 2016 | New York     | États-Unis       | Madison Square Garden      | 86,652 / 86,652              | 9 829 597 $  |
| 20 septembre 2016 | New York     | États-Unis       | Madison Square Garden      | 86,652 / 86,652              | 9 829 597 $  |
| 22 septembre 2016 | New York     | États-Unis       | Madison Square Garden      | 86,652 / 86,652              | 9 829 597 $  |
| 23 septembre 2016 | New York     | États-Unis       | Madison Square Garden      | 86,652 / 86,652              | 9 829 597 $  |
| 25 septembre 2016 | New York     | États-Unis       | Madison Square Garden      | 86,652 / 86,652              | 9 829 597 $  |
| 26 septembre 2016 | New York     | États-Unis       | Madison Square Garden      | 86,652 / 86,652              | 9 829 597 $  |
| 30 septembre 2016 | Montréal     | Canada           | Centre Bell                | 32,155 / 32,155              | 3 370 793 $  |
| 1er octobre 2016  | Montréal     | Canada           | Centre Bell                | 32,155 / 32,155              | 3 370 793 $  |
| 3 octobre 2016    | Toronto      | Canada           | Air Canada Centre          | 62,653 / 62,653              | 6 749 131 $  |
| 4 octobre 2016    | Toronto      | Canada           | Air Canada Centre          | 62,653 / 62,653              | 6 749 131 $  |
| 6 octobre 2016    | Toronto      | Canada           | Air Canada Centre          | 62,653 / 62,653              | 6 749 131 $  |
| 7 octobre 2016    | Toronto      | Canada           | Air Canada Centre          | 62,653 / 62,653              | 6 749 131 $  |
| 10 octobre 2016   | Washington   | États-Unis       | Verizon Center             | 29,043 / 29,043              | 3 279 706 $  |
| 11 octobre 2016   | Washington   | États-Unis       | Verizon Center             | 29,043 / 29,043              | 3 279 706 $  |
| 15 octobre 2016   | Nashville    | États-Unis       | Bridgestone Arena          | 26,434 / 26,434              | 2 828 954 $  |
| 16 octobre 2016   | Nashville    | États-Unis       | Bridgestone Arena          | 26,434 / 26,434              | 2 828 954 $  |
| 25 octobre 2016   | Miami        | États-Unis       | American Airlines Arena    | 27,906 / 27,906              | 3 199 011 $  |
| 26 octobre 2016   | Miami        | États-Unis       | American Airlines Arena    | 27,906 / 27,906              | 3 199 011 $  |
| 28 octobre 2016   | Atlanta      | États-Unis       | Philips Arena              | 26,507 / 26,507              | 2 924 777 $  |
| 29 octobre 2016   | Atlanta      | États-Unis       | Philips Arena              | 26,507 / 26,507              | 2 924 777 $  |
| 1er novembre 2016 | Dallas       | États-Unis       | American Airlines Center   | 27,823 / 27,823              | 3 143 958 $  |
| 2 novembre 2016   | Dallas       | États-Unis       | American Airlines Center   | 27,823 / 27,823              | 3 143 958 $  |
| 4 novembre 2016   | Austin       | États-Unis       | Frank Erwin Center         | 25,267 / 25,267              | 2 725 292 $  |
| 5 novembre 2016   | Austin       | États-Unis       | Frank Erwin Center         | 25,267 / 25,267              | 2 725 292 $  |
| 8 novembre 2016   | Houston      | États-Unis       | Toyota Center              | 25,577 / 25,577              | 3 032 246 $  |
| 9 novembre 2016   | Houston      | États-Unis       | Toyota Center              | 25,577 / 25,577              | 3 032 246 $  |
| 14 novembre 2016  | Mexico       | Mexique          | Palacio de los Deportes    | 34,585 / 34,585              | 3 259 064 $  |
| 15 novembre 2016  | Mexico       | Mexique          | Palacio de los Deportes    | 34,585 / 34,585              | 3 259 064 $  |
| 21 novembre 2016  | Phoenix      | États-Unis       | Talking Stick Resort Arena | 14,154 / 14,154              | 1 445 379 $  |
| Océanie           |              |                  |                            |                              |              |
| 28 février 2017   | Perth        | Australie        | Domain Stadium             | 65,000 / 65,000              | –            |
| 4 mars 2017       | Brisbane     | Australie        | Gabba Stadium              | 120,000 / 120,000            | –            |
| 5 mars 2017       | Brisbane     | Australie        | Gabba Stadium              | 120,000 / 120,000            | –            |
| 10 mars 2017      | Sydney       | Australie        | ANZ Stadium                | 200,000 / 200,000 (record)   | –            |
| 11 mars 2017      | Sydney       | Australie        | ANZ Stadium                | 200,000 / 200,000 (record)   | –            |
| 13 mars 2017      | Adélaïde     | Australie        | Adelaide Oval              | 70,000 / 70,000              | –            |
| 18 mars 2017      | Melbourne    | Australie        | Etihad Stadium             | 152,300 / 152,300            | –            |
| 19 mars 2017      | Melbourne    | Australie        | Etihad Stadium             | 152,300 / 152,300            | –            |
| 23 mars 2017      | Auckland     | Nouvelle-Zélande | Mount Smart Stadium        | 130,000 / 130,000 (record)   | –            |
| 25 mars 2017      | Auckland     | Nouvelle-Zélande | Mount Smart Stadium        | 130,000 / 130,000 (record)   | –            |
| 26 mars 2017      | Auckland     | Nouvelle-Zélande | Mount Smart Stadium        | 130,000 / 130,000 (record)   | –            |
| Grande-Bretagne   |              |                  |                            |                              |              |
| 28 juin 2017      | Londres      | Royaume-Uni      | Wembley Stadium            | 98,000 / 98,000 (record)     | –            |
| 29 juin 2017      | Londres      | Royaume-Uni      | Wembley Stadium            | –                            | –            |
| 1er juillet 2017  | Londres      | Royaume-Uni      | Wembley Stadium            | Annulé                       | –            |
| 2 juillet 2017    | Londres      | Royaume-Uni      | Wembley Stadium            | Annulé                       | –            |
| Total:            | Total:       | Total:           | Total:                     | 1,548,639 / 1,548,639 (100%) | $166,978,825 |